# Домінго Феліпе Бланко
Домінго Феліпе Бланко (ісп. Domingo Felipe Blanco; нар. 22 квітня 1995, Пунта-Альта, Аргентина) — аргентинський футболіст, центральний півзахисник «Дніпра-1», який на правах оренди виступає за мексиканську «Тіхуану». Провів один матч за збірну Аргентини.

## Клубна кар'єра
Футболом розпочав займатися в клубі «Росаріо Пуерто Бельграно» з Південної Ліги, а в 2010 році перейшов в «Олімпо». 22 липня 2014 року вперше потрапив до заявки перщої команди «Олімпо», на матч Кубку Аргентини проти «Атлетіко Рафаели», але залишився на лаві запасних.
9 лютого 2015 року перейшов в оренду до представника Прімера-Дивізіону «Індепендьєнте» (Авельянеда). На професіональному рівні дебютував за вище вказаний клуб 17 квітня 2016 року у виїзному поєдинку проти «Велеса Сарсфілд». У березні 2017 року підписав повноцінний контракт з «Індепендьєнте».
5 липня 2018 року відправлений в оренду до «Дефенса-і-Хустіція».
Першим голом за «Індепендьєнте» в офіційних матчах у переможному (1:0) поєдинку 1/8 фіналу Кубку Аргентини 2019 проти «Патронато де Парана».
30 червня 2022 року вільним агентом залишив «Індепендьєнте».
Наприкінці лютого 2022 року проводив переговори з харківським «Металістом», але через російську агресію в Україні перехід не відбувся. З кінця червня 2022 року вже «Дніпро-1» почав вести переговори з аргентинцем, який став вільним агентом. На початку серпня 2022 року підписав 3-річний контракт з дніпровським клубом. У футболці дніпровського клубу дебютував 18 серпня 2022 року в програному (1:2) домашньому поєдинку матчу плей-оф кваліфікації Ліги Європи проти АЕКа (Ларнака). Бланко вийшов на поле в стартовому складі та відіграв увесь матч.

## Кар'єра в збірній
7 березня 2019 року Ліонель Скалоні викликав Домінго Бланко до національної збірну Аргентини на товариські матчі проти Венесуели та Марокко. Він дебютував у національній збірній 22 березня в поєдинку проти Венесуели на Ванда Метрополітано.

## Статистика виступів

### Клубна
| «Індепендьєнте» Аргентина | 1.ª             | 2016            | 2  | — | — | —  | — | — | —  | — | — | 2   | 0 | 0 |
| «Індепендьєнте» Аргентина | 1.ª             | 2016-17         | 5  | — | — | 1  | — | — | 1  | — | — | 7   | 0 | 0 |
| «Індепендьєнте» Аргентина | 1.ª             | 2017-18         | 5  | — | — | —  | — | — | 1  | — | — | 6   | 0 | 0 |
| «Індепендьєнте» Аргентина | 1.ª             | 2019-20         | 20 | — | — | 13 | 1 | 2 | 6  | — | — | 39  | 1 | 2 |
| «Індепендьєнте» Аргентина | 1.ª             | 2021            | 22 | — | — | 14 | 1 | — | 8  | — | 1 | 44  | 1 | 1 |
| «Індепендьєнте» Аргентина | 1.ª             | 2022            | 0  | 0 | 0 | 5  | 1 | 0 | 2  | 0 | 0 | 7   | 1 | 0 |
| «Індепендьєнте» Аргентина | Загалом за клуб | Загалом за клуб | 54 | 0 | 0 | 33 | 3 | 2 | 18 | 0 | 1 | 105 | 3 | 3 |
| «Дефенса-і-Хустіція» Аргентина | 1.ª             | 2018-19         | 24 | — | 2 | 3  | — | — | 6  | — | — | 33  | 0 | 2 |
| «Дефенса-і-Хустіція» Аргентина | Загалом за клуб | Загалом за клуб | 24 | 0 | 2 | 3  | 0 | 0 | 6  | 0 | 0 | 33  | 0 | 2 |
| Усього за клуб | Усього за клуб  | Усього за клуб  | 78 | 0 | 2 | 36 | 3 | 2 | 24 | 0 | 1 | 138 | 3 | 5 |
| (1) У тому числі й матчі в кубку Аргентини, супекубку Аргентини та кубку ліги. (2) У тому числі й матчі в Південноамериканському кубку. |                 |                 |    |   |   |    |   |   |    |   |   |     |   |   |

### У збірній
Станом на 22 березня 2019.
| Національна збірна | Рік     | Матчі | Голи |
| ------------------ | ------- | ----- | ---- |
| Аргентина          | 2019    | 1     | 0    |
| Загалом            | Загалом | 1     | 0    |

## Досягнення
«Інтдепендьєнте»
- Південноамериканський кубок
  -  Володар (1): 2017